# مخيم كريب
"مخيم كريب: ثورة الإعاقة"هو فيلم وثائقي أمريكي صدر عام 2020، من إخراج وكتابة وإنتاج نيكول نيونهام وجيمس ليبرشت. عمل باراك وميشيل أوباما كمنتجين تنفيذيين تحت مظلة شركتهما "هاير جراوند برودكشنز".
عُرض فيلم "مخيم كريب" لأول مرة عالميًا في مهرجان صندانس السينمائي في 23 يناير 2020، حيث فاز بجائزة الجمهور. ثم عُرض على نتفليكس في 25 مارس 2020، وحظي بإشادة النقاد. ورُشِّح لجائزة الأوسكار لأفضل فيلم وثائقي.

## المقدمة
تبدأ أحداث فيلم مخيم كريب عام 1971 في مخيم جنيد، وهو معسكر صيفي في نيويورك وُصف بأنه "معسكر مريح وحر مصمم خصيصًا للمراهقين ذوي الإعاقة". الفيلم من بطولة لاري أليسون، وجوديث هيومان، وجيمس ليبرشت، ودينيس شيرر جاكوبسون، وستيفن هوفمان، ويركز على هؤلاء المخيمين الذين أصبحوا ناشطين في حركة حقوق ذوي الإعاقة، ويتتبع نضالهم من أجل تشريعات إمكانية الوصول.

## إنتاج
بدأت فكرة إنتاج فيلم عن مخيم جينيد "بتعليق عابر أثناء الغداء". عمل لبريشت مع نيونهام لمدة 15 عامًا كمخرج مشارك. وُلد لبريشت مصابًا بانشقاق العمود الفقري، ويستخدم كرسيًا متحركًا للتنقل. لم يسبق له أن شاهد فيلمًا وثائقيًا يتعلق بـ"عمله كمدافع عن حقوق ذوي الإعاقة". في نهاية اجتماع الغداء، قال لبريشت لنيونهام: "لطالما رغبت في رؤية فيلم عن مخيمي الصيفي"، فأجابت: "هذا رائع، لماذا؟". وصرحت نيونهام لصحيفة الغارديان: "ثم أذهلني تمامًا" موضحةً سبب رغبته في إنتاج هذا الفيلم. قال نيونهام:
لطالما شعرنا أنا وجيم بأننا أردنا للفيلم أن يُدخل الناس إلى عالم مخيم جينيد، وأن يمنحهم تلك التجربة بأنفسهم: الوصول إلى المخيم، ومعاينة المشهد، وربما الشعور ببعض الانزعاج، وعدم اليقين مما يحدث، وعدم اليقين من إتقانهم للغة. ثم، مع مرور الوقت، سيشعرون بأن هذا العالم ممتع ومبهج ومُحرر لهم كمشاهدين، تمامًا كما كان لجيم. قصة جيم الشخصية ستُدخلك إلى هذا العالم.
تم إنتاج الفيلم تنفيذيًا بواسطة باراك وميشيل أوباما تحت شعار شركتهما إنتاجات هاير جراوند. كانت ناشطة حقوق ذوي الإعاقة ستايسي ميلبيرن، التي عملت سابقًا في لجنة الرئيس للأشخاص ذوي الإعاقات الذهنية في عهد باراك أوباما، منتجة مؤثرة في الفيلم.

## الإطلاق
عُرض فيلم مخيم كريب لأول مرة عالميًا في مهرجان صندانس السينمائي في 23 يناير 2020. تم إصدار الفيلم في 25 مارس 2020 بواسطة نتفليكس. كان من المقرر إصداره في إصدار محدود في نفس اليوم، ولكن تم إلغاء الإصدار المسرحي بسبب جائحة فيروس كورونا.

## استقبال
الاستجابة الحرجة
على موقع تجميع المراجعات "روتن توميتوز "، حصل الفيلم على نسبة موافقة 100% بناءً على 99 مراجعة، بمتوسط تقييم 8.5/10 . وجاء في إجماع نقاد الموقع: " فيلم مخيم كريب، بقدر ما هو مُسلٍّ ومُلهم، يستخدم قصةً رائعةً لمجموعةٍ واحدةٍ لتسليط الضوء على الأمل في المستقبل وقوة المجتمع." أما موقع ميتاكريتيك، الذي يستخدم متوسطًا مرجحًا، فقد منح الفيلم 86 من 100 درجة، بناءً على 29 ناقدًا، مما يشير إلى "إشادة عالمية".
كتب بيتر ترافرز من مجلة رولينج ستون: "هذا الفيلم الوثائقي المهم يُعرّف معنى وصف فيلم بأنه 'ملهم'." وكتب جاستن تشانغ لصحيفة لوس أنجلوس تايمز أن الفيلم "يُوجّه رسالةً صريحةً ومباشرةً إلى حدٍّ كبير". وكتب بنيامين لي من صحيفة الغارديان: "هذا الفيلم المؤثر يُسلّط الضوء على نضالٍ منسيّ من أجل المساواة". وكتب دانيال فينبرغ من صحيفة هوليوود ريبورتر: "أملي الوحيد هو ألا يُخيف العنوان المُثير للجدل وشعار أوباما بعض المشاهدين من قصةٍ غير حزبية، إنسانية، وذات مغزى حقيقي". وكتب بيتر ديبروج لمجلة فارايتي أن الفيلم "يُثبت أنه الأكثر تثقيفًا لمن ولدوا في عالم ما بعد قانون الأمريكيين ذوي الإعاقة، عالمٌ مليءٌ بالأبواب التي تفتح تلقائيًا، وحجرات الحمامات والمنحدرات التي تُراعي الكراسي المتحركة".
كتب ريتشارد لوسون من مجلة فانيتي فير: "إن روح الثورة - الغاضبة بحق، المفعمة بالود والمرح، والمطالبة، ولكن السخية في نطاقها - تنبض بالحياة في الفيلم. كما نأمل أن تكون في كل مكان آخر". وكتب كارلوس ريوس إسبينوزا من هيومن رايتس ووتش: "لقد جعلني الفيلم أدرك أهمية توفير مساحات لتنظيم الأشخاص ذوي الإعاقة". وكتبت كاتي رايف من نادي إيه في: "سيكون الفيلم بمثابة نظرة ثاقبة على مدى التغيير الذي حدث خلال الخمسين عامًا الماضية". وكتب جيك كويل في صحيفة واشنطن بوست: "للفيلم نقطة انطلاق محددة، ولكنه يتكشف كسجل أوسع لنضال امتد لعقود من أجل الحقوق المدنية - نضال لم يحظَ باهتمام يُذكر مقارنةً بنضالات أخرى من أجل المساواة في القرن العشرين".
الجوائز والترشيحات
قائمة الجوائز والترشيحات التي حصل عليها Crip Camp
| سنة  | جائزة                                  | فئة                                      | نتيجة | Ref(s) .      |
| ---- | -------------------------------------- | ---------------------------------------- | ----- | ------------- |
| 2020 | مهرجان صندانس السينمائي                | جائزة الجمهور                            | فاز   | [ 21 ]        |
| 2020 | مهرجان صندانس السينمائي                | جائزة لجنة التحكيم الكبرى                | مُرشَّح  | [ 21 ]        |
| 2020 | مهرجان ميامي السينمائي الدولي          | أفضل فيلم وثائقي                         | مُرشَّح  | [ 22 ]        |
| 2020 | مهرجان ميامي السينمائي الدولي          | جائزة جبل زينو                           | فاز   | [ 22 ]        |
| 2020 | جائزة اختيار النقاد                    | أفضل فيلم وثائقي                         | مُرشَّح  | [ 23 ]        |
| 2021 | الجمعية الدولية للأفلام الوثائقية      | أفضل ميزة                                | فاز   | [ 24 ]        |
| 2021 | جوائز هوليوود للموسيقى في الإعلام      | أفضل موسيقى تصويرية أصلية في فيلم وثائقي | مُرشَّح  |               |
| 2021 | جوائز الروح المستقلة                   | أفضل فيلم وثائقي                         | فاز   | [ 25 ]        |
| 2021 | جوائز الأوسكار                         | أفضل فيلم وثائقي                         | مُرشَّح  | [ 26 ]        |
| 2021 | جائزة ألفريد آي. دوبونت-جامعة كولومبيا |                                          | فاز   | [ 27 ] [ 28 ] |
| 2021 | جمعية نقاد السينما في أوستن            | أفضل فيلم وثائقي                         | مُرشَّح  | [ 29 ]        |
| 2021 | جوائز بيبودي                           | حائز على جائزة الفيلم الوثائقي           | فاز   | [ 30 ]        |

## روابط خارجية
- الموقع الرسمي
- Official trailer.
- Crip Camp at IMDb.
- Crip Camp على يوتيوب, full official feature posted by Netflix.